# Kokhanok
Kokhanok (Central Yupik: Qarr’unaq) ist ein Ort und ein census-designated place (CDP) im Lake and Peninsula Borough in Alaska. Das U.S. Census Bureau hatte bei der Volkszählung 2020 eine Einwohnerzahl von 152 ermittelt.

## Geographie
Kokhanok befindet sich im Südwesten von Alaska am Südufer des Iliamna Lake. Der Ort liegt 137 km nordöstlich von King Salmon sowie 330 km südwestlich von Anchorage. 32 km weiter nördlich, am Nordufer des Iliamna Lake gelegen, befindet sich Newhalen. Am westlichen Ortsrand von Kokhanok befindet sich der Flugplatz Kokhanok. Das CDP-Gebiet reicht im Süden bis zum Nordufer des 6 km entfernten Gibraltar Lake.

## Geschichte
Die Region um den Iliamna Lake wurde historisch von der indigenen Volksgruppe der Tanaina besiedelt. Anfang des 19. Jahrhunderts erreichten russische Pelzhändler das Gebiet. Nach mündlicher Überlieferung wurde das Dorf Kokhanok von
„Außenseitern“ gegründet, die an diesem Platz sich niederließen, da er gute Möglichkeiten zum Fischen und zur Jagd bot. Das Dorf bestand anfangs aus zwei Siedlungen am Südufer des Iliamna Lake. Das Fischerdorf wurde erstmals beim Zensus 1890 von A. B. Schanz geführt. Einige Jahre später, als der ansteigende Wasserspiegel des Sees mehrere Gebäude bedrohte, wurde der Ort auf ein höher gelegenes Gelände verlegt. Kokhanok ist seit 1980 ein census-designated place. Heute lebt die Bevölkerung von Kokhanok hauptsächlich von Subsistenzwirtschaft. Größte Arbeitgeber im Ort sind die lokale Schule sowie der lokale Stammesrat. Viele Dorfbewohner verdienen ihr Geld durch saisonale Beschäftigung andernorts im kommerziellen Fischfang oder in der Erdölförderung in der North-Slope-Region. Der Verkauf von Alkohol ist in Kokhanok verboten. Der Ort verfügt über einen Flugplatz. Im Sommer wird der Ort per Lastkahn mit Gütern versorgt, die zuvor entweder von Naknek den Kvichak River hinauf zum Iliamna Lake per Boot transportiert wurden, oder die vom Cook Inlet über die „Williamsport–Pile Bay Road“ zum Iliamna Lake transportiert wurden. Der lokale Verkehr findet mittels ATV, Skiff oder Schneemobil statt.

## Demografie
Zum Zeitpunkt der Volkszählung im Jahre 2020 (U.S. Census 2020) hatte Kokhanok 152 Einwohner auf einer Landfläche von 54,33 km². Von den Einwohnern waren 11 Weiße, 124 amerikanisch-indianischer Abstammung sowie zwei Asiaten. Beim Zensus 2000 lebten 174 Einwohner in Kokhanok, 2010 waren es 170. Somit war die Bevölkerungsentwicklung der letzten Jahre rückläufig.